# Cálido
Cálido är en ort i Mexiko.   Den ligger i kommunen Jitotol och delstaten Chiapas, i den sydöstra delen av landet, 700 km öster om huvudstaden Mexico City. Cálido ligger 1 318 meter över havet och antalet invånare är 1 189.
Terrängen runt Cálido är kuperad söderut, men norrut är den bergig. Runt Cálido är det ganska tätbefolkat, med 86 invånare per kvadratkilometer. Närmaste större samhälle är El Bosque, 8,1 km sydost om Cálido. I omgivningarna runt Cálido växer i huvudsak städsegrön lövskog.